# Uíge (tỉnh)
Uíge là một tỉnh của Angola, giáp biên giới với các tỉnh Bas-Congo và Bandundu của CHDC Congo. Diện tích tỉnh này là 58.698 km² và dân số khoảng 800.000 người. Tỉnh lỵ là Uíge. Các đô thị trong tỉnh này bao gồm Zombo, Quimbele, Damba, Mucaba, Bungu, Macocola, Bembe, Buengas, Sanza Pombo, Alto Cauale, Puri, Negage, Quitexe, Ambuila và Songo.
Các nông sản tại tỉnh này có cà phê, đỗ, sắn, bông vải, len. Khoáng sản có đồng, bạc, và cobalt.
Tỉnh Uige là một trong những khu vực bị nội chiến 26 năm tan phá nhiều nhất. Một bộ phận lớn dân cư phải di chuyển nơi ở, hạ tầng bị phá hoại nặng nề. Từ tháng 10 năm 2004 đến năm 2005, tỉnh này là trung tâm bùng phát của sốt xuất huyết Marburg, một bệnh có quan hệ gần gũi với bệnh Ebola.